# Wilson Eduardo
Wilson Bruno Naval da Costa Eduardo (ur. 8 lipca 1990 w Pedras Rubras) – portugalski piłkarz występujący na pozycji napastnika w SC Braga. W kategoriach młodzieżowych reprezentował barwy Portugalii, jednak od 2019 roku jest reprezentantem Angoli.

## Kariera klubowa
Wilson Eduardo urodził się w dystrykcie Porto. Piłkarską karierę rozpoczynał w lokalnym FC Porto, jednak w wieku 14 lat trafił do juniorskich zespołów Sportingu. W 2009 roku zadebiutował w seniorskich rozgrywkach, gdy reprezentował barwy Real S.C. (jesienią) oraz Portimonense SC (wiosną). W barwach drugiej z tych drużyn przyczynił się do powrotu Portimonense do Primeira Liga po 20 latach. W kolejnym sezonie zadebiutował w najwyższej klasie rozgrywkowej w Portugalii, po raz kolejny będąc wypożyczonym, tym razem do Beira-Mar. Dwa tygodnie później w starciu przeciwko Académice zdobył swojego pierwszego gola w lidze.
W sezonie 2011/2012 znów został wypożyczony, a jego nowym klubem zostało SC Olhanense. Również w sezonie 2012/2013 nie zdołał zadebiutować w Sportingu, ponieważ wypożyczono go po raz kolejny tym razem do Académici. W barwach tej drużyny zadebiutował w europejskich pucharach, a konkretnie w Lidze Europy, gdzie zdobył trzy bramki w fazie grupowej, w tym dwie w wygranym 2-0 spotkaniu przeciwko Atlético Madryt.
18 sierpnia 2013 roku zadebiutował w barwach Sportingu w wygranym 5-1 spotkaniu z FC Arouca. 20 lipca 2014, klub poinformował o zagranicznym wypożyczeniu zawodnika do Dinamo Zagrzeb. W Chorwacji, Wilson Eduardo został mistrzem kraju, a także wywalczył puchar kraju. Po zaledwie pół roku powrócił jednak do Portugalii, a następnie 30 stycznia 2015 roku trafił do ADO Den Haag.
31 sierpnia 2015 roku, po 11 latach w klubie rozstał się ze Sportingiem, aby dołączyć do SC Braga. Już w pierwszym sezonie zdobył z klubem Puchar Portugalii, a w sezonie 2018/2019 po raz pierwszy w karierze przekroczył liczbę 10 bramek w ligowym sezonie.

## Kariera reprezentacyjna
Wilson Eduardo reprezentował Portugalię w juniorskich kategoriach rozgrywkowych, jednak nigdy nie doczekał się powołania do dorosłej kadry. W 2013 roku odmówił powołania do reprezentacji Angoli, które było możliwe ze względu na to, że jego rodzice pochodzą z Angoli. W roku 2019 zawodnik zmienił zdanie, nie doczekawszy się powołania do kadry Portugalii i zadebiutował w afrykańskiej reprezentacji 22 marca 2019 w spotkaniu eliminacji do Pucharu Narodów Afryki 2019 przeciwko Botswanie. Otrzymał powołanie na turniej finałowy i zagrał we wszystkich trzech spotkaniach grupowych, po których Angola pożegnała się z turniejem.

## Życie prywatne
Brat Wilsona Eduardo – João Mário, również jest piłkarzem, mistrzem Europy z 2016 roku.